# Lithobius forficatus

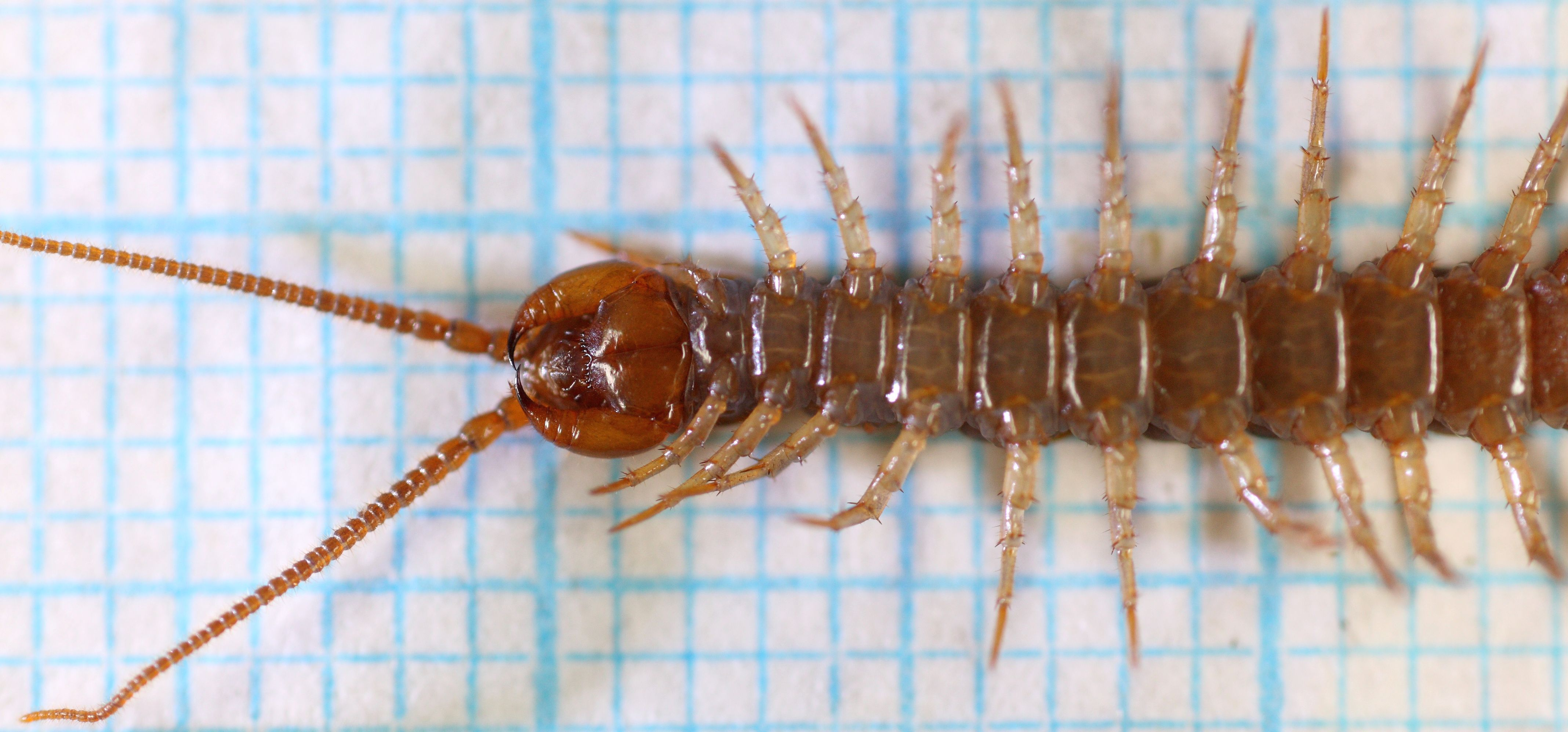
Нижня сторона багатоніжки

Lithobius forficatus, найбільш широко відомий як садова багатоніжка, коричнева багатоніжка або кам'яна багатоніжка — це вид багатоніжки з родини Lithobiidae.

## Опис
Вид від 18 до 30 мм завдовжки і до 4 мм завширшки . Забарвлення каштаново-коричневого кольору. L. forficatus схожий на ряд інших європейських літобідних багатоніжок, зокрема на смугасту багатоніжку Lithobius variegatus, але L. forficatus не має смуг на ногах.
Вид залишає яйце з сімома парами ніг, і щоразу, коли вони линяють, у них розвиваються додаткові сегменти тіла з новою парою ніг на кожному. У дорослої особини буде максимум 15 пар ніг.

## Поширення і середовище проживання
Вид зустрічається переважно в Європі та Північній Америці, а також на Гавайських островах. Як і більшість видів з родини Lithobius, він зустрічається у верхніх шарах ґрунту, особливо під камінням і гниючими колодами.

## Поведінка
Lithobius forficatus може жити до п'яти-шести років. Його можна досить легко ідентифікувати за його реакцією, яка полягає в тому, що він надзвичайно швидко біжить у прикриття, якщо його знайти.
Вид є хижаком, і його їжа складається з комах і безхребетних, включаючи павуків, слимаків, черв'яків і мух. Вона має спеціально пристосовані передні ноги, які еволюціонували, щоб нагадувати ікла. У передніх ногах міститься отрута, яка дозволяє сороконіжці здолати свою жертву.